# آرتور ادوارد جیمز کالینز
آرتور ادوارد جیمز کولینز (انگلیسی: A. E. J. Collins؛ ۱۸ اوت ۱۸۸۵ –) کریکت‌باز و نظامی اهل انگلستان بود. او به خاطر رکورد ۱۱۶ساله‌اش در کریکت شهرت دارد.